# Domination (album)
Pour les articles homonymes, voir Domination.
Albums de Morbid Angel
Covenant
(1993) Entangled in Chaos
(1996)
Domination est le quatrième album studio du groupe de death metal américain Morbid Angel. L'album est sorti le 9 mai 1995 sous le label Earache Records.
Une vidéo fut tournée pour le titre Where the Slime Live et eut un certain succès auprès de la chaîne de télévision musicale MTV.

## Musiciens
- David Vincent - Chant, Basse
- Erik Rutan - Guitare, Claviers
- Trey Azagthoth - Guitare, Claviers
- Pete Sandoval - Batterie

## Liste des morceaux
1. Dominate – 2:39
2. Where the Slime Live – 5:26
3. Eyes to See, Ears to Hear – 3:52
4. Melting – 1:20
5. Nothing But Fear – 4:31
6. Dawn of the Angry – 4:39
7. This Means War – 3:12
8. Caesar's Palace – 6:20
9. Dreaming – 2:17
10. Inquisition (Burn with Me) – 4:33
11. Hatework – 5:47